# Francesco Terriesi
Francesco Terriesi (Firenze, 1635 – Livorno, 12 novembre 1715) è stato un diplomatico italiano.
Eclettica figura del Seicento italiano, si mosse con disinvoltura fra arte, commercio, fede e potere.
Nato a Firenze da una ricca famiglia di mercanti, sin dalla giovane età mostrò un'inclinazione particolare per i viaggi, curando per il padre Camillo, diversi interessi in Europa. In particolare si dedicò al commercio di tessuti e di opere d'arte. La sua principale vocazione, però, risultò essere l'attività diplomatica, che lo vide (1670-1691) tra i protagonisti del mondo cattolico londinese durante la Gloriosa rivoluzione che seguì il cosiddetto Complotto papista (The Popish Plot).

## Il primo periodo londinese (1668-1677)
Nel 1668 all'età di 33 anni, si trasferì a Londra.

### "La Florentine House"
La creazione della Florentine House, in un altro contesto, non avrebbe rivestito una rilevanza particolare. Tale azione, invece, permise al Terriesi la sua prepotente introduzione nella vita economico-diplomatica della Londra del XVII secolo.

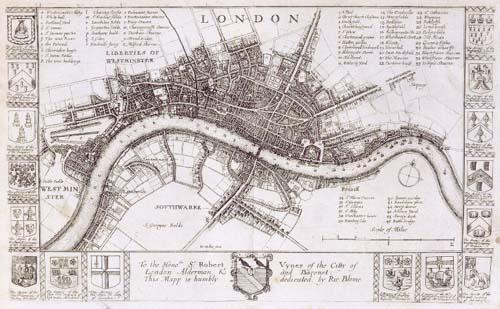
Mappa di Londra di Richard Blome (1673)

In quel periodo l'Inghilterra aveva stabilito un vero e proprio cartello, con imposizione di doppi dazi doganali per tutti gli operatori stranieri, Toscana compresa.
Ferdinando II, Granduca di Toscana, vedeva così transitare per il suo paese tutti i prodotti del Mediterraneo, in particolare sete e tessuti preziosi, che giunti al porto di Livorno, lasciavano l'Italia, dirette in Inghilterra, solo tramite navi inglesi, escludendo di fatto ogni intervento dei mercanti toscani. Invano il Granduca tentò di ottenere l'accreditamento di un addetto commerciale fiorentino a Londra, munito dei previsti privilegi doganali. Propose una gamma di nomi, sia tramite il residente, inglese a Firenze, sia mettendosi in contatto direttamente con Carlo II re di Inghilterra. La resistenza dei mercanti londinesi e il tradizionale protezionismo inglese avevano provocato sempre un fermo diniego. La motivazione ufficiale fu quella di non turbare gli equilibri raggiunti negli ambienti londinesi, dove ancora forti erano i sentimenti xenofobi, dopo il grande incendio del 1666.
Nonostante questo palese ostracismo, nei mesi che seguirono fiorì, senza nessuna agevolazione doganale, una casa commerciale italiana, denominata, appunto, Florentine House, ad opera del mercante toscano.
Nel giro di pochi mesi, i commercianti inglesi a Livorno videro sensibilmente diminuire i loro introiti, in quanto non solo non riuscirono più ad importare seta e broccati in Inghilterra, ma si videro tagliati fuori anche dall'esportazione in Italia della lana. Esportazione, che da allora in poi, fu curata da operatori toscani, che la barattavano direttamente con la seta ceduta nel punto di transito londinese del Terriesi. I grandi volumi commerciali dovuti alla sua capacità imprenditoriale e le sue relazioni a Londra, riuscirono a battere la doppia e iniqua imposizione doganale.

### Da "Agente ufficioso" a "Console della Nazione Fiorentina".
Questi successi, trasformarono rapidamente il Terriesi in un solido ed importante punto di riferimento per gli Italiani, che transitavano per l'Inghilterra. Successivamente, nel 1669, ebbe la grande opportunità di accogliere il principe Cosimo figlio del Granduca Ferdinando II, con il quale nacque un intenso rapporto di fiducia, che avrebbe poi favorevolmente influenzato il futuro della sua vita.
I diplomatici toscani accreditati presso le autorità inglesi, erano stati fino ad allora, componenti della famiglia Salvetti Antelminelli, verso i quali i Medici avevano vecchi debiti di riconoscenza. Ma Giovanni, ultimo residente dei Salvetti, fu esautorato, avendo dimostrato di essere totalmente inadeguato alle esigenze della corte medicea, i cui desiderata andavano ben oltre l'ordinaria amministrazione.
Dal 1670, incomincia una assidua e regolare corrispondenza con il granduca e la sua segreteria. Oltre il normale disbrigo degli affari correnti, il Terriesi inviava relazioni sulla cultura, sull'arte, la letteratura, opere di antiquariato e controversistica religiosa. Il granduca da parte sua si rivolgeva a lui per acquisti di monete rare, medaglie e dipinti. Sempre, a quanto minuziosamente riferito nelle sue pubblicazioni da Stefano Villani, il Terriesi intratteneva, per il monarca toscano, rapporti con vari artisti inglesi dell'epoca, come il miniaturista Samuel Cooper ed il pittore Richard Gibson. Curava l'invio di tutte le edizioni di libri inglesi, ritenute interessanti. Sua è stata la divulgazione in Italia, sempre per il tramite del granduca, della traduzione inglese del Principe di Machiavelli . Fu introdotto a corte con l'incarico di gratificarne gli esponenti più in vista. Tra questi la stessa regina Caterina di Braganza e la duchessa di Cleveland, favorita del re, alle quali venivano consegnati i periodici doni inviati da Cosimo III.
Introduzione che inevitabilmente lo coinvolse negli affari culturali e artistici di Re Carlo II Stuart, che, come noto era un grande collezionista d'arte.
Il Terriesi, pur non avendo alcuna investitura diplomatica, si muoveva a corte con disinvoltura. Nel contempo, era noto per tenere un atteggiamento sobrio e virtuoso. Circostanza che, se da una parte gli valse a non suscitare invidie e maldicenze nell'insidioso ambiente dei mercanti londinesi e della piccola comunità italiana di Londra, dall'altra gli consentì di svolgere, senza particolari ostacoli, la sua naturale attività di mercante, in vari campi, acquisendo così notevole esperienza, con risvolti economici di non piccolo conto. La montante isteria anticattolica, suggerì, tuttavia, al granduca di tutelare il suo ormai insostituibile uomo di fiducia. Decise, quindi, di coprirlo di una certa immunità, con la nomina a "Console della Nazione Fiorentina". Copertura di cui il Terriesi non volle comunque avvalersi, per non turbare i rapporti con il Salvetti, che continuava ad essere il residente toscano a Londra.
Per nove anni, quest'uomo toscano, affiancò alla sua attività mercantile, quella diplomatica e di corrispondente del granduca. La nutrita raccolta delle sue lettere, conservate nell'archivio di Firenze, ci ha lasciato, oltre che un particolareggiato ed eloquente resoconto della società inglese della fine del XVII secolo, anche un ricco spaccato dei rapporti socio culturali, tra la comunità italiana e la complessa società londinese del tempo.

## Breve soggiorno fiorentino (1679-1680)
Nell'estate del 1677, Francesco Terriesi, lasciò l'Inghilterra. I motivi di quest'abbandono non sono noti. Dopo un viaggio che lo portò a soggiornare in vari paesi d'Europa, fece ritorno a Firenze.
Il rientro, tra l'altro, fu motivato dai suoi affari in patria. Infatti l'importante patrimonio di famiglia era vincolato alla clausola della primogenitura. Il precario stato di salute del fratello Pompeo, di lì a breve lo avrebbe trasformato in uno fra più ricchi ed onorevoli signori della Firenze del tempo. Nel suo testamento si fa riferimento ad un cospicuo patrimonio immobiliare, dislocato nel Mugello, consistente in boschi, mulini e vaste fattorie con a capo pregiate dimore seicentesche, nonché fondachi e svariati immobili a Firenze.
Nel testamento altresì fa una precisa distinzione tra il patrimonio di famiglia e quello, suo personale, acquisito in Inghilterra e successivamente a Livorno.
In definitiva le ragioni patrimoniali lo chiamavano a Firenze, mentre le ragioni del cuore, ovvero la sua passione per la diplomazia ed i rapporti con il granduca e la corte inglese, lo richiamavano a Londra. Dove Cosimo III, lo invitò nuovamente a tornare, per assumere, nel gennaio del 1679, l'incarico di "agente ufficiale del granducato di Toscana a Londra", in sostituzione definitiva del residente Salvetti Antelminelli.

## Il secondo periodo londinese (1678-1691)
L'inizio del suo nuovo soggiorno londinese concise con un episodio, quanto mai problematico, che vide l'omicidio di Edmund Berry Godfrey. Tale evento sancì l'avvio di una feroce campagna anti cattolica, causata dal presunto "complotto papista", poco verosimilmente ordito dai gesuiti per assassinare re Carlo e restaurare la chiesa cattolica in Inghilterra. In tutto questo periodo, il Terriesi, intrattenne il Granduca con numerose lettere ricche di notizie e particolari preziosi al fine di comprendere la condizione dei cattolici in questa poco edificante pagina della storia inglese. Lui stesso nel novembre del 1678, fu arrestato e la sua corrispondenza sequestrata. Probabilmente le conseguenze sarebbero state fatali, se casualmente sulla via della prigione il drappello dei gendarmi capeggiati da Charles Bertie non avesse incontrato sir. Robert Southwell, diplomatico irlandese che garantì gli stretti rapporti che l'agente toscano aveva con Cosimo III.

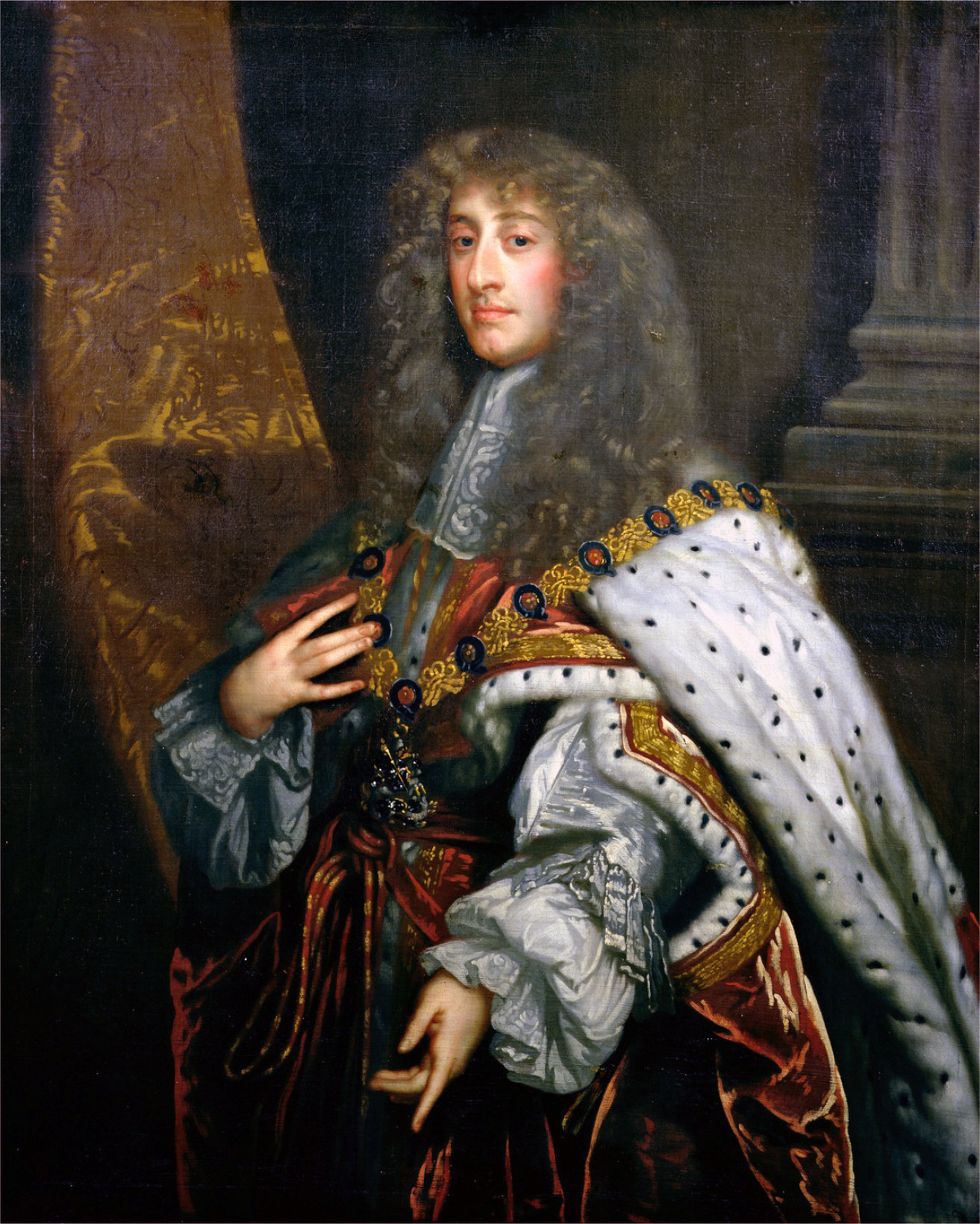
Giacomo II Stuart - Re d'Inghilterra (1685-1689)

Negli anni che seguirono e fino al 1685, l'attività diplomatica del Terriesi continuò regolarmente. Unico fatto rilevante, fu la lunga controversia tra il monarca
toscano e Carlo II, per ottenere gli onori regi per i suoi diplomatici, come era accaduto per quelli della monarchia sabauda.
Il fatto non era di poco conto, in quanto, tale privilegio era strettamente legato al riconoscimento, presso le altre corti europee, del titolo di Altezza Reale, titolo a cui il Granduca teneva moltissimo, per sé e la sua discendenza. Il Terriesi, con i suoi uffici riuscì, ad ottenere una lettera con cui re Carlo si impegnava ad estendere i privilegi regi anche agli ambasciatori granducali. Tale estensione però prevedeva tutta una serie di limitazioni che finirono per indispettire Cosimo III. La controversia rimase irrisolta a tutto danno del diplomatico toscano, che così, pur avendone tutte le funzioni ed oneri, non ottenne né la carica di residente, né la carica di ambasciatore, rimanendo semplice "agente ufficiale del Granduca".
Nel 1685, alla morte di Carlo II, Giacomo II ascese al trono di Inghilterra. Nel suo breve regno che durò soli quattro anni, il nuovo re, porto avanti, con determinazione e anche con protervia, il tentativo di ripristino della religione cattolica. Il Terriesi, si trovò in una posizione privilegiata, risultando molto vicino al nuovo monarca, divenendone poi, se non consigliere, suo stretto confidente.
Da uomo avveduto e profondo conoscitore degli umori cittadini, più volte consigliò il re di assumere un atteggiamento più conciliante nei confronti della chiesa anglicana, al fine di non tirarsi grave catarro sul dosso. Ma il re, convinto della sua politica restauratrice, ritenne i richiami del Terriesi, non rilevanti e di conseguenza non degni di considerazione.
Con l'invasione, da parte del genero, Guglielmo d'Orange, il regno di Giacomo Stuart volse rapidamente al termine. Tradito e abbandonato da tutti, risolse di rivolgersi al Terriesi per organizzare la fuga della regina e del principe di Galles, che avvenne precipitosamente durante la notte dell'11 dicembre del 1688, sulla carrozza del diplomatico italiano. In quell'occasione il re gli affidò le sue memorie manoscritte e una pesante cassetta contenente oro e gioielli, affinché le facesse poi arrivare in Francia, luogo del suo esilio.
Di lì a pochi giorni i tumulti contro i cattolici, travolsero inevitabilmente anche il Terriesi. Riuscì a malapena a salvarsi, arrampicandosi sul muro di cinta della sua casa nello Haymarket e portando con sé quanto affidatogli dal monarca deposto. A dispetto dell'immunità diplomatica, di cui avrebbe dovuto godere, la sua casa fu saccheggiata ed incendiata.
Sedati i disordini, il diplomatico toscano, continuò a prestare i suoi servizi a Londra. Ma nell'incertezza politica che seguì, la situazione si fece precaria. Negli anni successivi, Guglielmo d'Orange, ottenne gradualmente la legittimazione del suo regno dai vari stati europei. Cosimo III, come monarca cattolico fu a lungo combattuto. Da una parte c'erano gli interessi commerciali legati al porto di Livorno, la cui prosperità tanto dipendeva dai ricchi mercanti inglesi ed olandesi. Dall'altra c'erano le considerazioni religiose, afferenti al deposto re cattolico. In definitiva, poi, il mancato risarcimento dei danni subiti dall'agente toscano fu considerato uno sgarbo diplomatico. Così venne adottata una soluzione di compromesso con il riconoscimento  de facto del nuovo regime.
In questo modo, il 20 marzo 1691, finiva il mandato del Terriesi, che amareggiato preferì ritornare in patria. Il granducato rimase così, per un lungo periodo, senza rappresentanza diplomatica in Inghilterra.

## Gli ultimi anni - Il periodo livornese (1695-1715)

### Provveditore generale per S.A. Serenissima della città, dogana e porto di Livorno
Dopo un periodo di quattro anni, passati nella sua casa di Firenze e nei suoi possedimenti in Mugello, l'esperienza che aveva acquisito nel suo lungo soggiorno londinese tornò ancora una volta utile al granduca, che lo chiamò ad assumere la carica di Provveditore generale della città, dogana e porto di Livorno. Nomina accolta con entusiasmo dal Terriesi, che non si trovava affatto a suo agio, nella sua nuova condizione di agiato possidente e gestore di aziende agricole. Attività che da allora in poi avrebbe, di buon grado, lasciato ad amministratori e fattori.
Il Terriesi fu una sorta di console onorario per gli operatori stranieri. La conoscenza del mercato londinese e soprattutto della lingua, agevolò sensibilmente l'interazione tra la comunità cittadina ed i mercanti inglesi che transitavano per il porto livornese, considerato, dall'Inghilterra, uno dei nodi strategici per il commercio nel Mediterraneo e verso i paesi orientali. Questa intensa attività, fatta di relazioni, (quasi quotidianamente intratteneva sia il segretario di stato che il segretario di guerra), restituì questo cittadino toscano a quella dimensione internazionale che più gli era congeniale. Con l'avanzare degli anni, però, un'esigenza religiosa carica di spiritualità, cominciò a prendere sempre più largo spazio nella sua vita.

### La chiesa di San Ferdinando

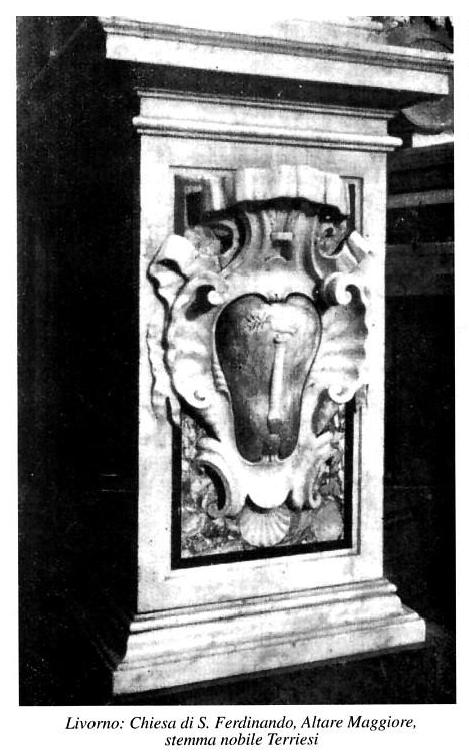
Stemma Terriesi

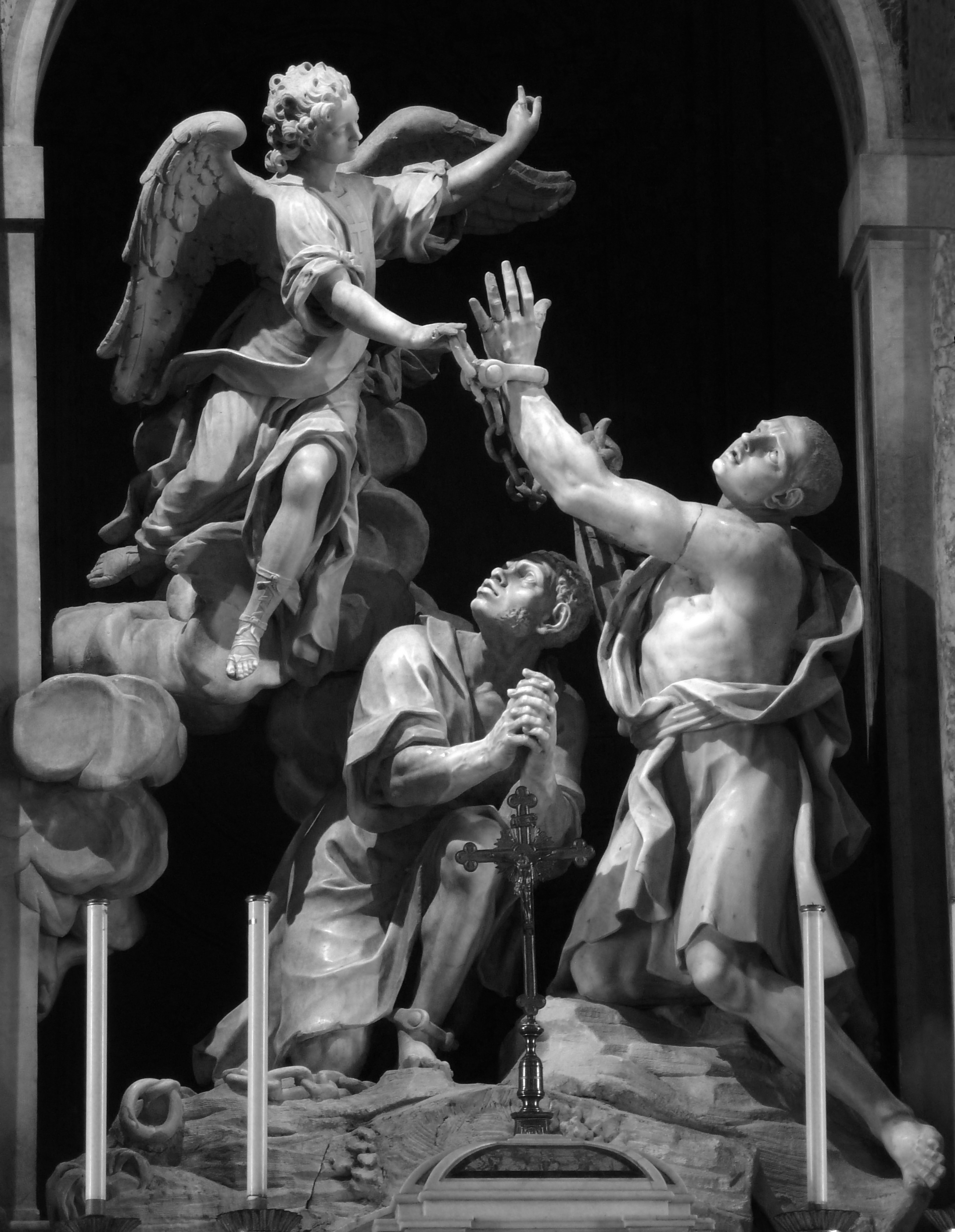
Chiesa San Ferdinando, Livorno, La visione di San Giovanni di Matha o Gli schiavi liberati di Giovanni Baratta, commissionata da Francesco Terriesi

Detta anche della Crocetta è una delle chiese più belle ed artisticamente interessati di Livorno. La sua costruzione fu fortemente voluta dal principe
Ferdinando. Il Terriesi, fu coinvolto, come funzionario ufficiale del governo granducale, fin dalla posa della prima pietra avvenuta il 25 marzo 1708. La sua religiosità e munificenza, uniti ai legami sempre più stretti con i Padri Trinitari Scalzi di Venezia Nuova, fecero il resto.
Negli anni che seguirono, in un crescente fervore mistico, divenne confratello e conservatore dell'Ordine della Misericordia. Seguì con puntiglio meticoloso i lavori.
Con la morte del principe Ferdinando, il Terriesi si accollò tutti gli oneri finanziari. A lui si deve l'erezione e il rivestimento marmoreo delle principali cappelle e degli altari più preziosi. Fu sua l'iniziativa di commissionare allo scultore Giovanni Baratta il gruppo scultoreo de La visione di San Giovanni di Matha.
Unico segno di debolezza mondana, fu quello di voler perpetuare il suo ricordo, essendo lui l'ultimo dei Terriesi. Così volle ornare con lo stemma di famiglia l'altare maggiore e diversi altri punti della chiesa.
Era sua intenzione lasciare tutto il suo patrimonio, all'Ordine dei Trinitari.
I suoi sentimenti però mutarono, quando per una dolorosa ed infelice coincidenza, le nipoti, Maria Camilla, già Amerighi, e Lucrezia, già Paulini, uniche superstiti della sua famiglia, falcidiata da una serie di lutti, rimasero entrambe vedove con prole. Decise quindi di lasciar loro, l'importante patrimonio che fu dei Terriesi.
I beni provenienti dalle sue attività in Inghilterra e a Livorno invece andarono al suo segretario Antonio Domenico Lorini, non prima che fossero elargiti consistenti oboli a numerosi ordini religiosi e delle somme di denaro a tutti i servitori e persone che furono a lui vicine nel suo soggiorno livornese.
Le sue spoglie mortali riposano dietro l'altare maggiore della chiesa.